# Sepp van den Berg
Sepp van den Berg (Zwolle, Países Bajos, 20 de diciembre de 2001) es un futbolista neerlandés que juega en la posición de defensa para el Brentford F. C. de la Premier League.

## Biografía
Empezó a formarse como futbolista desde muy pequeño en la disciplina del CSV '28 y desde 2012 en la del PEC Zwolle. Estuvo ascendiendo de categorías hasta que en la temporada 2017/18 finalmente subió al primer equipo, haciendo su debut el 11 de marzo de 2018 en un partido de la Eredivisie contra el F. C. Groningen, tras sustituir a Erik Bakker en el minuto 46. El 27 de junio de 2019 se hizo oficial su fichaje por el Liverpool F. C. Jugó cuatro encuentros en las copas nacionales y el 1 de febrero de 2021 se marchó cedido al Preston North End F. C. lo que restaba de temporada. Posteriormente, la cesión se alargó un año más.
Durante su etapa en Preston disputó 61 partidos de la EFL Championship. Regresó a Liverpool, pero las siguientes dos campañas se marchó a Alemania para jugar, también a préstamo, en el F. C. Schalke 04 y el 1. FSV Maguncia 05. Después de esta última cesión volvió a Inglaterra y en agosto de 2024 fue traspasado al Brentford F. C.

## Selección nacional
Ha sido internacional con la selección de los Países Bajos en la categoría sub-19.

## Estadísticas

### Clubes
| Club                               | Div.          | Temporada     | Liga  | Liga  | Copas nacionales | Copas nacionales | Copas internacionales | Copas internacionales | Total | Total |
| Club                               | Div.          | Temporada     | Part. | Goles | Part.            | Goles            | Part.                 | Goles                 | Part. | Goles |
| ---------------------------------- | ------------- | ------------- | ----- | ----- | ---------------- | ---------------- | --------------------- | --------------------- | ----- | ----- |
| PEC Zwolle · Países Bajos          | 1.ª           | 2017-18       | 7     | 0     | 0                | 0                | —                     | —                     | 7     | 0     |
| PEC Zwolle · Países Bajos          | 1.ª           | 2018-19       | 15    | 0     | 1                | 0                | —                     | —                     | 16    | 0     |
| PEC Zwolle · Países Bajos          | Total club    | Total club    | 22    | 0     | 1                | 0                | 0                     | 0                     | 23    | 0     |
| Liverpool F. C. Inglaterra         | 1.ª           | 2019-20       | 0     | 0     | 4                | 0                | 0                     | 0                     | 4     | 0     |
| Liverpool F. C. Inglaterra         | Total club    | Total club    | 0     | 0     | 4                | 0                | 0                     | 0                     | 4     | 0     |
| Preston North End F. C. Inglaterra | 2.ª           | 2020-21       | 16    | 0     | —                | —                | —                     | —                     | 16    | 0     |
| Preston North End F. C. Inglaterra | 2.ª           | 2021-22       | 45    | 1     | 5                | 1                | —                     | —                     | 50    | 2     |
| Preston North End F. C. Inglaterra | Total club    | Total club    | 61    | 1     | 5                | 1                | 0                     | 0                     | 66    | 2     |
| F. C. Schalke 04 · Alemania        | 1.ª           | 2022-23       | 9     | 1     | 0                | 0                | —                     | —                     | 9     | 1     |
| F. C. Schalke 04 · Alemania        | Total club    | Total club    | 9     | 1     | 0                | 0                | 0                     | 0                     | 9     | 1     |
| 1. FSV Maguncia 05 · Alemania      | 1.ª           | 2023-24       | 33    | 3     | 2                | 0                | —                     | —                     | 35    | 3     |
| 1. FSV Maguncia 05 · Alemania      | Total club    | Total club    | 33    | 3     | 2                | 0                | 0                     | 0                     | 35    | 3     |
| Brentford F. C. Inglaterra         | 1.ª           | 2024-25       | 31    | 0     | 4                | 0                | —                     | —                     | 35    | 0     |
| Brentford F. C. Inglaterra         | Total club    | Total club    | 31    | 0     | 4                | 0                | 0                     | 0                     | 35    | 0     |
| Total carrera                      | Total carrera | Total carrera | 156   | 5     | 16               | 1                | 0                     | 0                     | 172   | 6     |

## Palmarés

### Campeonatos nacionales
| Título         | Club            | País       | Año  |
| -------------- | --------------- | ---------- | ---- |
| Premier League | Liverpool F. C. | Inglaterra | 2020 |

### Campeonatos internacionales
| Título                 | Club            | Sede     | Año  |
| ---------------------- | --------------- | -------- | ---- |
| Supercopa de Europa    | Liverpool F. C. | Estambul | 2019 |
| Copa Mundial de Clubes | Liverpool F. C. | Catar    | 2019 |